# Яндекс Переводчик

Текстовый логотип сервиса

«Я́ндекс Перево́дчик» (ранее название — Я́ндекс.Перево́д) — веб-служба Яндекса, предназначенная для перевода текста или веб-страницы на другой язык.
В службе используется самообучаемый алгоритм статистического машинного перевода, разработанный специалистами компании. Система строит свои словари соответствий на основе анализа миллионов переведённых текстов. Текст для перевода компьютер вначале сравнивает с базой слов, затем с базой моделей языка, стараясь определить смысл выражения в контексте.
Функция перевода полученных в результатах поиска страниц (осуществлялась при нажатии кнопки «Перевод») появилась ещё в 2009 году и осуществлялась на основе технологий PROMT.
Встроен в Википедию для перевода статей Английской Википедии на русский.
Кроме того, переводчик встроен в Яндекс Браузер и автоматически предлагает перевести текст на иностранном языке.
С сентября 2017 года веб-служба начала переход на нейронный машинный перевод для более качественного перевода. 
Согласно данным официального сайта Яндекса на 2021 год, Яндекс Переводчик использует гибридную систему (сочетает в себе статистический и нейронный машинный перевод) с помощью алгоритма CatBoost, учитывая недостатки обеих систем.

## Возможности
После запуска переводчика в формате бета-тестирования в марте 2011 года были доступны только три языка — английский, русский и украинский, с ограничением в 10 тысяч символов.
По состоянию на июль 2025 года доступен перевод для 103 языка:
1. азербайджанский
2. албанский
3. амхарский β
4. английский
5. арабский
6. армянский
7. африкаанс
8. баскский
9. башкирский
10. белорусский
11. бенгальский
12. бирманский β
13. болгарский
14. боснийский
15. валлийский
16. венгерский
17. вьетнамский
18. гаитянский креольский
19. галисийский
20. голландский
21. горномарийский β
22. греческий
23. грузинский
24. гуджарати
25. датский
26. зулу
27. иврит
28. идиш
29. индонезийский
30. ирландский
31. исландский
32. испанский
33. итальянский
34. казахский
35. каннада
36. каталанский
37. киргизский β
38. китайский
39. коми
40. корейский
41. коса β
42. кхмерский
43. лаосский β
44. латынь
45. латышский
46. литовский
47. люксембургский
48. македонский
49. малагасийский
50. малайский
51. малаялам β
52. мальтийский
53. маори
54. маратхи
55. марийский β
56. мокшанский
57. монгольский β
58. немецкий
59. непальский
60. норвежский
61. осетинский
62. панджаби
63. папьяменто β
64. персидский
65. польский
66. португальский
67. румынский
68. русский
69. себуанский
70. сербский
71. сингальский
72. словацкий
73. словенский
74. суахили
75. сунданский
76. тагальский
77. таджикский β
78. тайский
79. тамильский β
80. татарский
81. телугу β
82. тувинский
83. турецкий
84. удмуртский β
85. узбекский
86. украинский
87. урду
88. финский
89. французский
90. хорватский
91. хинди
92. чешский
93. чувашский
94. шведский
95. шотландский (гэльский)
96. эльфийский (синдарин) β
97. эмодзи
98. эрзянский
99. эсперанто
100. эстонский
101. яванский
102. якутский β
103. японский

Также среди альтернативных письменностей осуществляются переводы на латинскую орфографию сербского и казахского и кириллическую орфографию узбекского языков. Среди диалектов доступен бразильский вариант португальского языка.
С декабря 2021 года ведутся работы по созданию перевода на чеченский язык.
Направление перевода определяется автоматически. Возможны перевод отдельных слов, целых текстов и отдельных интернет-страниц (по ссылке). При ручном вводе текста система сама предлагает подсказки во всплывающем окне. Есть возможность двухоконного просмотра перевода и оригинала для веб-страниц. Помимо собственно машинного перевода, доступен и полный англо-русский и русско-английский словарь. Имеется приложение для устройств на базе iOS, Windows Phone и Android. Можно прослушать произношение перевода и оригинального текста.
Переводы предложений и слов можно добавлять в «Избранное» — соответствующий раздел располагается под полем ввода.
Переводчик от Яндекса, подобно другим инструментам автоматического перевода, имеет свои ограничения. Этот инструмент имеет целью помочь читателю понять общий смысл содержания текста на иностранном языке, он не предоставляет точных переводов. По словам руководителя сервиса, Алексея Байтина, сравнивать машинный перевод текста с литературным нельзя. Постоянно ведётся работа над качеством перевода, разрабатываются переводы на другие языки.
По словам Аркадия Воложа, механизм работы Переводчика заключается в следующем:
Раньше машинный перевод строился на модели «смысл-текст»: возьмём любой язык, переведём его слова в универсальный над-язык смыслов, а потом переведём эти смыслы в слова другого языка — и получим переведённый текст. Такая модель доминировала в 1970–1980-е и автоматизировалась в 1990-е. Все переводы 1990-х построены на этой идеологии. В 2000-х появился поиск, и стало понятно: чтобы перевести текст, вообще не обязательно понимать смысл. Человечество столько всего уже напереводило, что вероятность найти в сети два аналогичных текста на разных языках достаточно велика. Как определить, что это одинаковые тексты? Очень просто. В них много одинаковых слов. Если в документе из 1000 слов 800 представляют собой словарные пары, то, скорее всего, это перевод с одного языка на другой. И дальше уже можно разбивать тексты на абзацы, на предложения и как-то с этим работать. То есть машина переводит не словами, а готовыми кусками, машина на это способна. На самом деле если подумать, то такой метод перевода даже больше соответствует тому, как человек в реальной жизни учится языку в детстве. Ведь мы едва ли рассуждаем в терминах “смысл-текст”, когда нам говорят, например: “Возьми грушу”.
Помимо бесплатной версии для пользователей, есть коммерческий вариант API онлайн-переводчика (бесплатно до 10 млн знаков, далее — платно), предназначенный прежде всего для локализации сайтов интернет-магазинов и туристических компаний.

## Особенности
- в мобильном приложении для iOS доступна транслитерация для арабского, армянского, греческого, грузинского, иврита, корейского, фарси (персидского), японского и китайского (пиньинь) языков[14];
- голосовой ввод;
- функция перевода текста на фотографии (применяется собственная технология оптического распознавания символов) — в приложениях для телефонов[15];
- кнопка «Предложить перевод» (исправления пользователей помогают повысить качество машинного перевода);
- раздел «Избранное», куда пользователь может добавлять переводы отдельных слов и предложений;
- виртуальная клавиатура.